# گیلبرت پرت
گیلبرت پرَت (انگلیسی: Gilbert Pratt؛ ‏ ۱۶ فوریهٔ ۱۸۹۲ – ۱۰ دسامبر ۱۹۵۴) کارگردان، بازیگر و فیلم‌نامه‌نویس اهل ایالات متحده آمریکا بود.

## گزیدهٔ فیلم‌شناسی
- حکم، گشنیز است
- لوک تنها، بیمارانش را از دست می‌دهد
- زنان سرکش لوک تنها
- لوک تنها، پیک
- لوک تنها، لوله‌کش
- لوک تنها در تین کن الی
- ماه عسل لوک تنها
- صبر کن! لوک! گوش کن!
- عشق، خنده و هیجان
- دیگر موجود نیست!
- تحت تعقیب – ۵٬۰۰۰ دلار
- دو نفر در جنب و جوش
- مشغله ذهنی
- غوغای آنان را بشنو
- آیا کلاهبرداران دغل‌کار هستند؟
- بگیرش، گردن‌کلفت!
- رِند شهری
- مظلوم و بی‌آزار
- بزن به چاک
- دوباره بزنش
- حرکت کن
- اطلاع محرمانه
- خوش‌خیالی‌ها
- دزدزده
- گل و ماسه
- شرکای جرم
- گل و ماسه
- از یک قماش
- یک زندگی پرهیجان
- جوانک مهارنشدنی